# Auster Arrow
El Auster J/2 Arrow es un monoplano turístico británico de ala alta, monomotor, biplaza, de la década de 1940, construido por Auster Aircraft Limited en Rearsby, Leicestershire, Inglaterra.

## Diseño y desarrollo
El Arrow fue diseñado como sucesor del monoplano Taylorcraft Plus C de antes de la guerra. Era un avión de desarrollo, biplaza lado a lado, que voló por primera vez en 1946, propulsado por un motor bóxer Lycoming O-145-B3 de cuatro cilindros refrigerado por aire.
Las restricciones a la importación de la venta en el Reino Unido de motores fabricados en Estados Unidos dieron como resultado que la mayoría de los 44 aviones terminados se exportaran, principalmente a Australia. Más adelante, se reimportaron ejemplares al Reino Unido, donde varios ejemplares permanecían activos en 2011.

## Especificaciones (J/2)
Referencia datos: Jane's All the World's Aircraft 1951–52

### Características generales
- Tripulación: Uno (piloto)
- Capacidad: Un pasajero
- Longitud: 6,9 m (22,7 ft)
- Envergadura: 11 m (36 ft)
- Altura: 2 m (6,5 ft) (cola abajo, hélice horizontal)
- Superficie alar: 17,2 m² (185,1 ft²)
- Peso vacío: 396 kg (872,8 lb)
- Peso cargado: 658 kg (1450,2 lb)
- Planta motriz: 1× motor bóxer de 4 cilindros refrigerado por aire Continental C75-12.
  - Potencia: 56 kW (77 HP; 76 CV)
- Hélices: Bipala

### Rendimiento
- Velocidad máxima operativa (Vno): 158 km/h (98 MPH; 85 kt)
- Velocidad crucero (Vc): 140 km/h (87 MPH; 76 kt)
- Velocidad de entrada en pérdida (Vs): 56 km/h (35 MPH; 30 kt)
- Alcance: 510 km (275 nmi; 317 mi)
- Techo de vuelo: 3000 m (9843 ft)
- Régimen de ascenso: 2,2 m/s (433 ft/min)

## Aeronaves relacionadas

### Desarrollos relacionados
- Auster J/4

### Aeronaves similares
- Aeronca Champion
- Fleet Canuck
- Piper J-3 Cub
- Taylorcraft L-2

### Secuencias de designación
- Secuencia Alfanumérica (interna de Auster): ← J/1 Autocrat - J/1B Aiglet - J/1U Workmaster - J/2 Arrow - J/3 Atom - J/4 - J/5 Adventurer →